# Somatochlora graeseri
Somatochlora graeseri là loài chuồn chuồn trong họ Corduliidae. Loài này được Selys mô tả khoa học đầu tiên năm 1887.